# 突尾海兔螺
細溝海兔螺（學名：Dentiovula dorsuosa），又名突尾海兔螺，是海螺的一個物种，梭螺科的一種海洋腹足纲软体动物。

## 分佈
本物種目前只見於台灣綠島。